# Inmigración salvadoreña en los Estados Unidos
Los salvadoreños en los Estados Unidos de América constituyen la mayor comunidad salvadoreña fuera de su país. Sus aportes conocidas como remesas familiares, son una de las principales columnas de la economía salvadoreña.
Aunque no existe un censo, para el año 2010, las estimaciones indican que dos millones y medio de salvadoreños residen fuera de su país, lo que implica que uno de cada cuatro salvadoreños está radicado fuera de las fronteras nacionales. Los cálculos del Ministerio de Relaciones Exteriores de El Salvador, indican, un 94 % de la población salvadoreña en el exterior, reside en los Estados Unidos concentrándose principalmente en los estados de California, Texas, Nueva York, Maryland y el distrito de Columbia.
Durante las décadas de los años 1970 y 1980, centenares de miles de salvadoreños, abandonaron su país a consecuencia de la guerra civil que vivía El Salvador y de la grave crisis económica provocada por el conflicto bélico. Algunos de los lugares de destino de esta corriente migratoria fueron Estados Unidos, Canadá, Australia, Costa Rica, México, Panamá, España, Italia y Suiza, hasta llegar a formar una numerosa comunidad salvadoreña en el exterior. Este fenómeno social ha impactado la política y la economía de El Salvador y ha tenido gran relevancia en la historia reciente del país centroamericano.

## Expresiones afectuosas
Los salvadoreños tienen varios motes importantes, todos ellos con antecedentes históricos. El sobrenombre más utilizado y conocido acuñado para los salvadoreños es guanaco, que significa «hermano» en el idioma potón lenca.
- «Guanaco, ca» (que significa «hermano») si bien existen diversas teorías sobre del origen del término, la más aceptada por los historiadores modernos se da en que la misma deriva de una palabra de la lengua indígena potón lenca, originaria en el este y el norte de El Salvador. Guanaco proviene de la palabra Guanacasco, que significa «reunión de hermanos», una comunidad tradicional del pueblo lenca de El Salvador que hacían bajo el árbol de guanacaste (también conocido como «el árbol de la Hermandad», es un símbolo muy especial de hermandad para el pueblo lenca). Los lenca fueron la primera nación indígena que se formó en El Salvador, y hoy siguen siendo son los indígenas más antiguos que viven en el país. Ellos continúan celebrando su Guanacasco, como lo han venido haciendo continuamente durante miles de años desde la prehistoria de El Salvador hasta los tiempos modernos.

- «Salvatrucho, cha» es un sobrenombre de que significa «salvadoreño astuto». En El Salvador la palabra trucha significa «estar alerta, astuto, fuerte, agudo y perspicaz». Salvatrucha tiene la misma etimología que la palabra catracho proveniente de los hondureños. A finales de 1800, cuando el filibustero estadounidense William Walker invadió Nicaragua, las tropas hondureñas fueron enviados al lado de las salvadoreñas para luchar contra los hombres de William Walker, bajo la dirección de los hermanos Xatruch. Florencio Xatruch fue nombrado general en jefe de los ejércitos aliados de Centroamérica. El 12 de junio de 1857, Xatruch hizo una entrada triunfal a Comayagua, que en ese entonces era la capital de Honduras, después de que Walker se rindió. El apodo por el que coloquialmente son conocidos los hondureños en la actualidad —catracho— y el más infame de los sobrenombres por el que los salvadoreños son frecuentemente asociados hasta este día —salvatrucho— derivan y se dan en honor a la figura de Xatruch y a la exitosa campaña como líder de los ejércitos aliados de Centroamérica, donde las tropas de El Salvador y Honduras fueron héroes nacionales, desempeñando un papel clave, luchando codo con codo como hermanos centroamericanos contra las malas intenciones William Walker.

- Cuscatleco, ca (en los Estados Unidos usan Cuzcatleco) es un gentilicio para los salvadoreños de ascendencia indígena pipil del occidente de El Salvador. La palabra cuzcatleco se da en honor de esta antigua nación mesoamericana. Los pipiles obtuvieron su nombre de «pipiltin» o «Pipiltzin» que significa «de origen elitista y nobiliario tolteca». La nación y el capital de los pipiles fue nombrado Cuzcatán y eran cuzcatecos, pero cuando el conquistador español Pedro de Alvarado llegó a Cuzcatán lo pronunció como «Cuscatlán», sin embargo el nombre original era Cuzcatán.

- «La mara» es un sobrenombre típico para un grupo de salvadoreños y significa «enjambre, multitud, grupo y banda», viene de la palabra Mara o «enjambres de hormigas legionarias» en las lenguas indígenas mesoamericanas de los nativos lencas y mayas que habitaron El Salvador. El indígenas lencas y mayas admiraban a las diminutas hormigas guerreras, y las moldeaba en tótems, pues organizadas devoraban vorazmente todo lo grande que llega a su paso. La hormiga es, evidentemente, un tótem muy especial y característico en el Popol Vuh, y por tanto los indígenas lencas y mayas de El Salvador se nombraron a sí mismos como las letales hormigas guerreras. Al día de hoy, en El Salvador la palabra mara ha evolucionado de muchas maneras; por ejemplo, cuando se produce una reunión familiar salvadoreña o agrupación de amigos, la expresión «juntemos la mara» o «aquí viene la mara» es una expresión coloquial que significa que un grupo de amigos o familiares se está reuniendo en una fiesta o evento, a manera de formar un «enjambre de hormigas». Una expresión común de los salvadoreños es «yo nací y crecí en el medio del hormigero» (que significa que se nació y se crio en una familia grande con muchos hermanos, tíos, primos y amigos, y una tradicional educación en un pequeño y muy unido pueblo salvadoreño). Es evidente y un testimonio de cuánto tiempo las hormigas han sido un tótem y han desempeñado un papel clave para que las culturas indígenas salvadoreñas. Sin embargo, ya que la palabra mara tiene el mismo significado que el de pandillas, cuando las despiadadas bandas juveniles comenzaron a formarse en Los Ángeles durante el éxodo salvadoreño de la guerra civil en la década de 1980, las bandas adoptaron la palabra mara para sus bandas organizadas, formadas por antiguos niños soldados salvadoreños y otros niños centroamericanos, para honrar a los enjambres muy ocupadas y voraces de hormigas soldado.

- «Salvi» es un sobrenombre afectuoso muy utilizado que las generaciones más jóvenes de salvadoreños de habla inglesa en los Estados Unidos se dan a sí mismos. El vocablo Salvi proviene del español Salvita, una manera cariñosa de llamar a los niños con el nombre de Salvador en El Salvador, y por lo tanto Salvi significado tiene orígenes en El Salvador. Los salvadoreños que viven fuera de El Salvador, por lo general, se refieren a sus poblaciones de la diáspora como Salvi Nation («Nación de los Salvi»).

## Idioma
Los salvadoreños que hablan español utilizan la expresión medieval voseo equivalente al tú actual, haciéndoles los más grandes hispanohablantes que usan el voseo en los Estados Unidos. El español salvadoreño es una de las variedades del español más habladas en los Estados Unidos.
En Washington D. C., el español salvadoreño es el mayor dialecto del español que se habla y es la única ciudad en los EE. UU. donde el español salvadoreño es el primer dialecto de español que se habla, mientras que en Los Ángeles el español salvadoreño es el segundo tipo de español que se habla. El voseo del español salvadoreño y el argot salvadoreño, llamado caliche salvadoreño, es un factor de identidad y virilidad de la juventud salvadoreña estadounidense. También crea un parentesco con otros grupos centroamericanos, especialmente hondureños que tienen la forma expresión más cercano al español centroamericano usado por los salvadoreños. El español salvadoreño tiene muchos dialectos de indígenas nativoamericanos de la lengua lenca y pipil que han sobrevivido en el español de El Salvador.

## Creencias religiosas
Hasta mayo de 2012, la mayoría de la población era cristiana. Los católicos (47 %) y los evangélicos (33 %) son las dos principales confesiones cristianas en el país. El evangelicalismo y el pentecostalismo son dos de las notables denominaciones protestantes de El Salvador. El anglicanismo también tiene una larga y creciente presencia. Los que no están vinculadas a ningún grupo religioso solo llegan al 17 % de la población. El resto de la población (3 %) está compuesto por un pequeño número de testigos de Jehová, musulmanes, judíos, y aquellos que se adhieren a las creencias religiosas indígenas. Mas otro 3% de salvadoreños que son miembros de La iglesia de Jesucristo de los Santos de los últimos días (mormones). Durante la guerra civil, algunos miembros de la pequeña pero vibrante comunidad judía de El Salvador emigraron a los Estados Unidos su mayoría se establecieron en las áreas de Miami y Los Ángeles (46,000 salvadoreños judíos )

## Demografía

### Áreas de concentración
Muchos salvadoreños estadounidenses residen en el área metropolitana de Los Ángeles, incluyendo el condado de Orange, el Inland Empire y San Diego; Miami-Dade o sur de la Florida, así como en la Florida Central; el área metropolitana de Washington (Washington D. C., Maryland y el norte de Virginia) es actualmente la única área metropolitana en todo el país en el que los salvadoreños son la mayoría entre los hispanos, la mayoría se concentra en los suburbios en el norte de Virginia y Maryland. Una ciudad apodada "Chirilagua" (como el municipio migueleño homónimo) ha existido por décadas entre Alexandria y Arlington en Virginia debido a los muchos salvadoreños que viven allí desde esa ciudad en particular.
También hay un gran número de salvadoreños en Texas, especialmente en Houston, Austin, Dallas y Fort Worth; incrementándose en Nueva Orleáns después del huracán Katrina en el 2005; y en otras regiones fuera de Los Ángeles (California), como el área de la bahía de San Francisco. Además, hay un número significativo de salvadoreños estadounidenses en el área de Nueva York, como el norte de Nueva Jersey, Flushing, Queens, Corona, Queens, Far Rockaway, Queens, Parkchester, Bronx, South Bronx, Williamsburg, Brooklyn y Long Island. En Massachusetts, los salvadoreños tienden a residir en la conurbación de Boston y, sobre todo en ciudades como Chelsea, Somerville, Everett, Revere, o Boston. Los salvadoreños también han establecido una comunidad significativa en la isla de Nantucket (donde salvadoreños representan el 7.3 % de la población total existente a partir de 2010), de los cuales una mayoría considerable proviene del municipio de Agua Caliente, Chalatenango.

### Distribución por estados
| Estado                               | Población salvadoreña (Censo de 2010) | Porcentaje |
| ------------------------------------ | ------------------------------------- | ---------- |
| Alabama                              | 2 419                                 | 0.1 %      |
| Alaska                               | 938                                   | 0.1 %      |
| Arizona                              | 12 225                                | 0.2 %      |
| Arkansas                             | 14 980                                | 0.5 %      |
| California                           | 573 956                               | 1.5 %      |
| Carolina del Norte                   | 37 778                                | 0.4 %      |
| Carolina del Sur                     | 3 830                                 | 0.1 %      |
| Colorado                             | 12 329                                | 0.2 %      |
| Connecticut                          | 6 223                                 | 0.2 %      |
| Dakota del Norte                     | 73                                    | 0.0 %      |
| Dakota del Sur                       | 780                                   | 0.1 %      |
| Delaware                             | 1 231                                 | 0.1 %      |
| Distrito de Columbia                 | 16 611                                | 2.8 %      |
| Florida                              | 55 144                                | 0.3 %      |
| Georgia                              | 32 107                                | 0.3 %      |
| Hawái                                | 801                                   | 0.1 %      |
| Idaho                                | 1 159                                 | 0.1 %      |
| Illinois                             | 14 217                                | 0.1 %      |
| Indiana                              | 7 401                                 | 0.1 %      |
| Iowa                                 | 5 601                                 | 0.2 %      |
| Kansas                               | 5 108                                 | 0.2 %      |
| Kentucky                             | 2 351                                 | 0.1 %      |
| Luisiana                             | 5 120                                 | 0.1 %      |
| Maine                                | 618                                   | 0.0 %      |
| Maryland                             | 123 789                               | 2.1 %      |
| Massachusetts                        | 43 400                                | 0.7 %      |
| Míchigan                             | 3 401                                 | 0.0 %      |
| Minnesota                            | 7 175                                 | 0.1 %      |
| Misisipi                             | 1 174                                 | 0.0 %      |
| Misuri                               | 4 628                                 | 0.1 %      |
| Montana                              | 140                                   | 0.0 %      |
| Nebraska                             | 6 106                                 | 0.3 %      |
| Nevada                               | 30 043                                | 1.1 %      |
| Nueva Hampshire                      | 823                                   | 0.1 %      |
| Nueva Jersey                         | 56 532                                | 0.6 %      |
| Nuevo México                         | 2 051                                 | 0.1 %      |
| Nueva York                           | 152 130                               | 0.8 %      |
| Ohio                                 | 5 627                                 | 0.0 %      |
| Oklahoma                             | 2 788                                 | 0.1 %      |
| Oregón                               | 5 906                                 | 0.2 %      |
| Pensilvania                          | 7 952                                 | 0.1 %      |
| Rhode Island                         | 2 715                                 | 0.3 %      |
| Tennessee                            | 8 570                                 | 0.1 %      |
| Texas                                | 222 599                               | 0.9 %      |
| Utah                                 | 8 998                                 | 0.3 %      |
| Vermont                              | 116                                   | 0.0 %      |
| Virginia                             | 123 800                               | 1.5 %      |
| Virginia Occidental                  | 893                                   | 0.0 %      |
| Washington                           | 12 637                                | 0.2 %      |
| Wisconsin                            | 1 867                                 | 0.0 %      |
| Wyoming                              | 198                                   | 0.0 %      |
| Población de salvadoreños en EE. UU. | 1 648 968                             | 0.5 %      |

### Áreas metropolitanas
Las mayores poblaciones salvadoreñas se encuentran dentro de estas áreas (fuente, censo de 2010):
1. Área metropolitana de Los Ángeles-Long Beach-Santa Ana, California, 381 519 (3.0 %)
2. Área metropolitana de Washington-Arlington-Alexandria, DC, Viriginia-Maryland-Virginia Occidental, 228 045 (4.1 %)
3. Área metropolitana de Nueva York-Norte de Nueva Jersey-Long Island, Nueva York-Nueva Jersey-Pensilvania, 199 510 (1.1 %)
4. Área metropolitana de Houston-Sugar Land-Baytown, Texas, 140 928 (2.4 %)
5. Área metropolitana de San Francisco-Oakland-Fremont, California, 77 149 (1.8 %)
6. Área metropolitana de Dallas-Fort Worth-Arlington, Texas, 59 383 (0.9 %)
7. Área metropolitana de Riverside-San Bernardino-Ontario, California, 42 672 (1.0 %)
8. Área metropolitana de Boston-Cambridge-Quincy, Massachusetts-Nueva Hampshire, 36 929 (0.8 %)
9. Área metropolitana de Miami-Fort Lauderdale-Pompano Beach, Florida, 33 033 (0.6 %)
10. Área metropolitana de Las Vegas-Paradise, Nevada, 24 542 (1.3 %)
11. Área metropolitana de Atlanta-Sandy Springs-Marietta, Georgia, 24 439 (0.5 %)
12. Área metropolitana de Baltimore-Towson, Maryland, 17 980 (0.7 %)
13. Área metropolitana de Chicago-Joliet-Naperville, Illinois-Indiana-Wisconsin, 13 700 (0.1 %)
14. Área metropolitana de San José-Sunnyvale-Santa Clara, California, 12 085 (0.7 %)
15. Área metropolitana de Charlotte-Gastonia-Rock Hill, Carolina del Norte-Carolina del Sur, 12 080 (0.7 %)
16. Área metropolitana de Phoenix-Mesa-Glendale, Arizona, 9840 (0.2 %)
17. Área metropolitana de Fayetteville-Springdale-Rogers, Arkansas-Misuri, 8865 (1.9 %)
18. Área metropolitana de Sacramento-Arden-Arcade-Roseville, California, 8701 (0.4 %)
19. Área metropolitana de Bakersfield-Delano, California, 8485 (1.0 %)
20. Área metropolitana de Richmond, Virginia, 8238 (0.7 %)

## Raza y Etnia

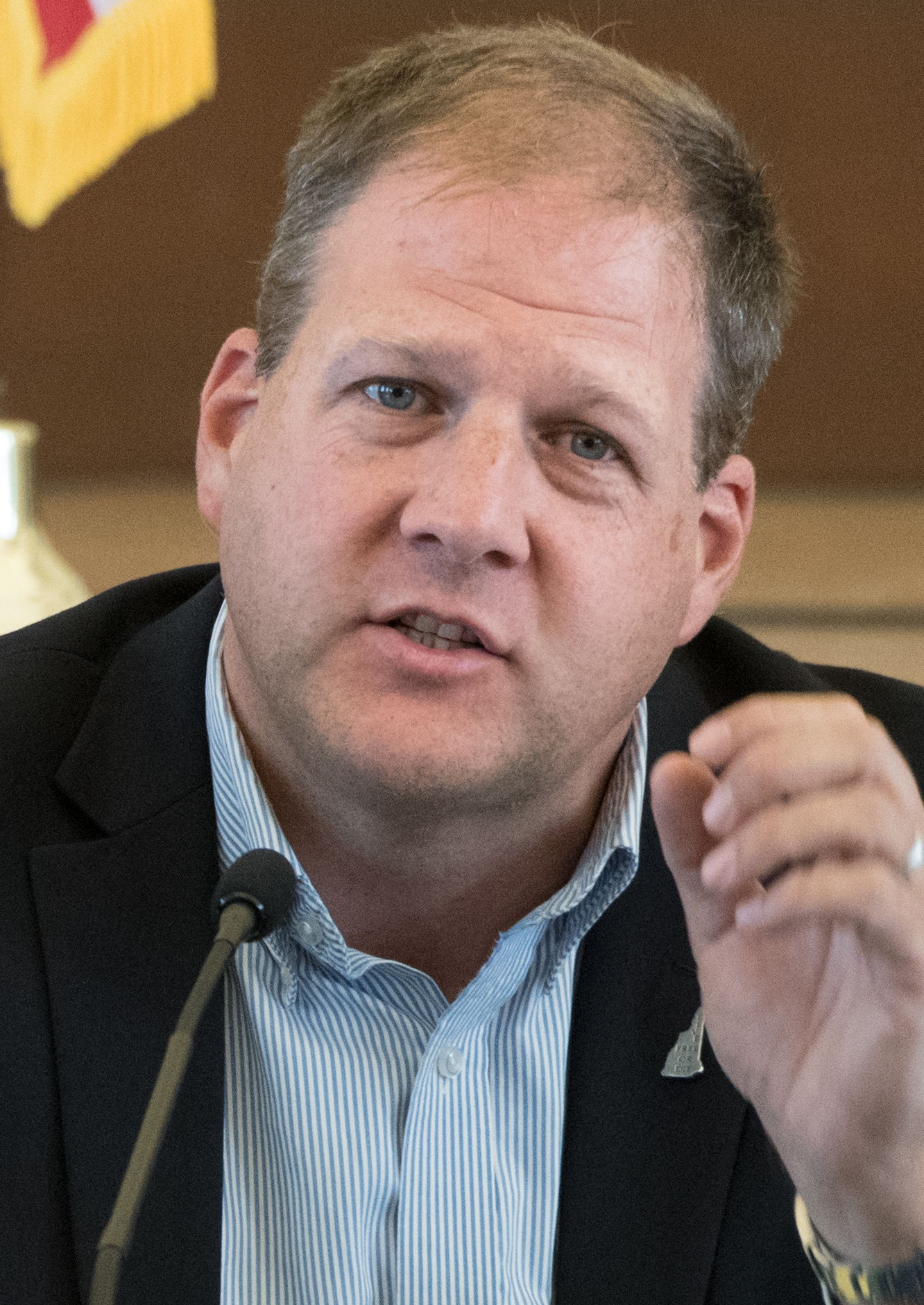
Chris Sununu es el actual gobernador de Nueva Hamsphire, es de ascendencia Salvadoreña, Su Familia de El Salvador cuenta con Ascendencia Libanesa y Palestina

La mayor parte de la población salvadoreña que llegó a Estados Unidos es de ascendencia mestiza, una mezcla de ascendencia europea y nativa americana (indígena) y blancos caucásicos de ascendencia española, alemana, italiana, irlandesa, también hay salvadoreños de ascendencia palestina, libanesa y china, también hay nativos y afrosalvadoreños en Estados Unidos.
Según el censo de Estados Unidos del 2010, la población salvadoreña étnicamente es así:
50.5 % se identificó como alguna otra raza (mestizos, mulatos y árabes), el 40.2 % se identificó como blanco de ascendencia predominantemente española, alemana, italiana, irlandesa, el 1.2% se identificó como nativo americano o nativo isleño, el 1.0% se identificó como negro y el 0.3% se identificó como asiática, según estudios genéticos el salvadoreño promedio es mestizo

## Cultura y socioeconomía

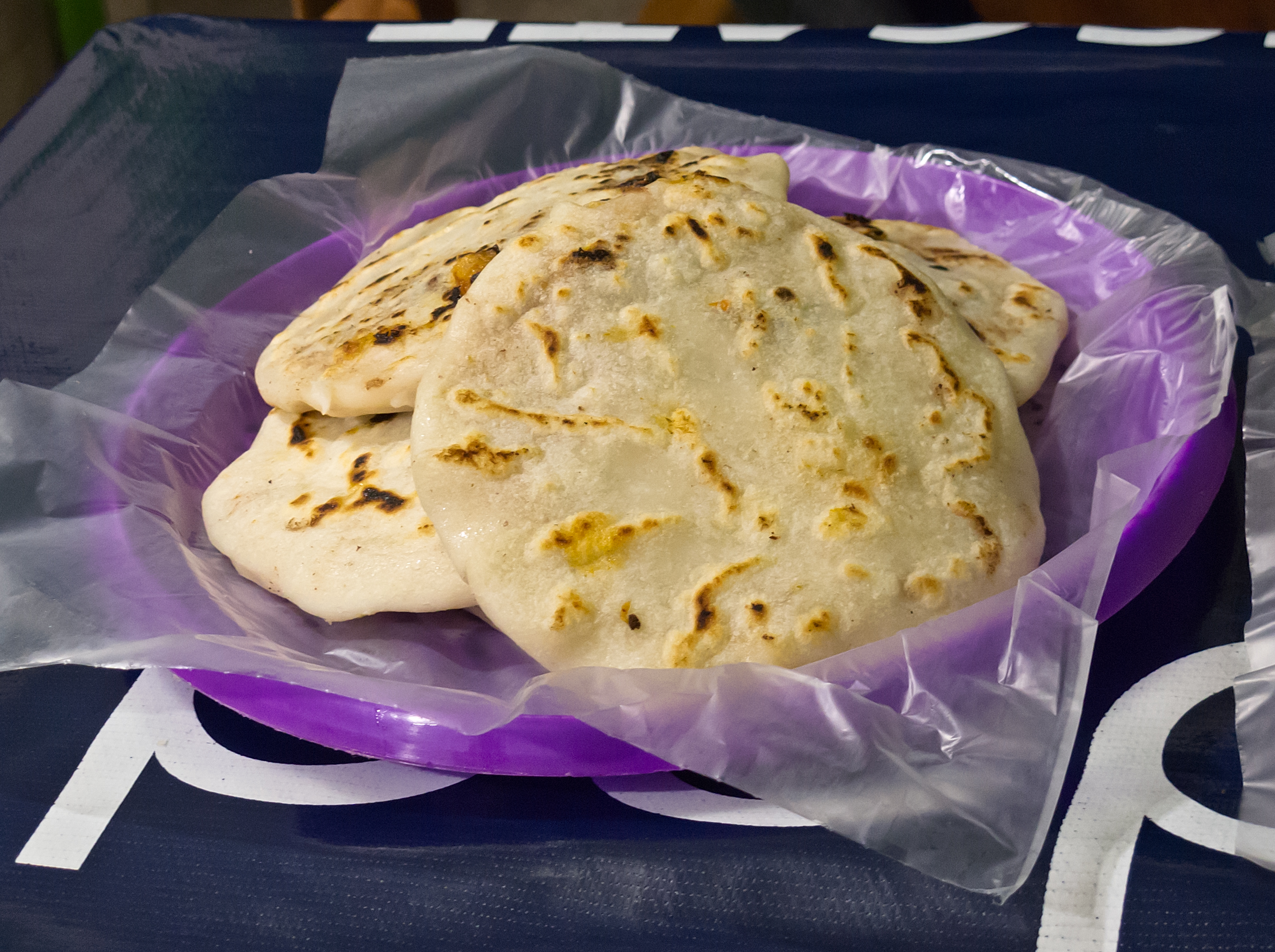
Pupusas: platillo típico de la comunidad salvadoreña en El Salvador y el exterior.

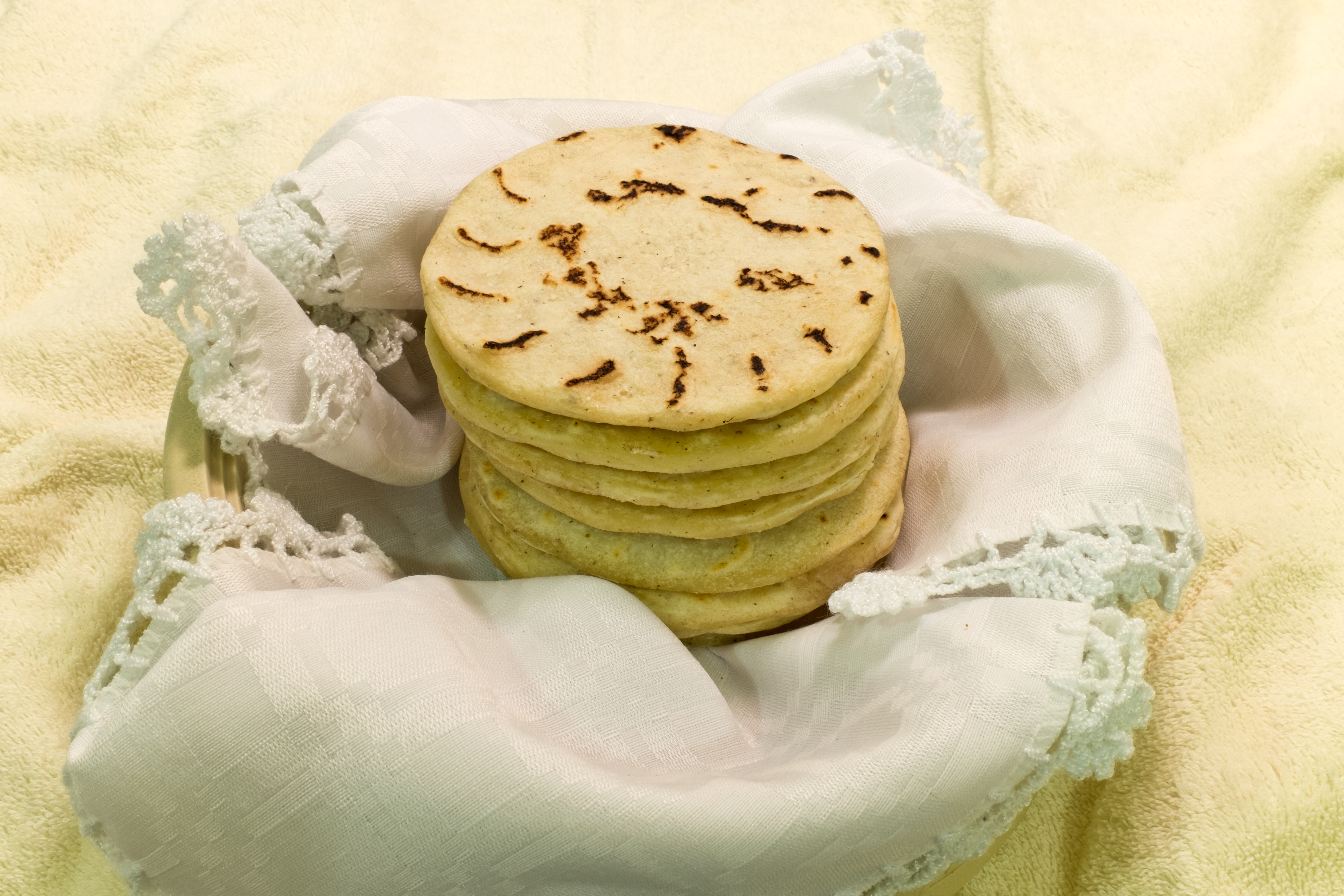
Las tortillas salvadoreñas son un elemento básico de la dieta salvadoreña. Estas son más gruesas (5 mm) que las tortillas mexicanas, y de unos 10 cm de diámetro.

Las leyes de asilo prohíben a muchos salvadoreños de renovar sus vínculos con su cultura de origen. La mayoría de los solicitantes de asilo no pueden visitar a El Salvador, incluso para el funeral de un ser querido, sin perder su estatus legal en los Estados Unidos. (Se supone que cualquier persona que viaja a El Salvador —sea cual sea el motivo—no está realmente temeroso de sufrir persecución allí.) De este modo, muchos los salvadoreños en los Estados Unidos están divididos entre abrazar la cultura de ese país y el mantenier sus identidades salvadoreñas.
Los salvadoreños estadounidenses forman una comunidad insular con sus propios clubes sociales, médicos, incluso los bancos —y con frecuencia tienen escaso contacto con foráneos—. Mantienen una apretada conexión, viviendo casi exclusivamente con otras personas de su país de origen, o incluso de su ciudad natal. Muchos inmigrantes de edad avanzada han pasado más de diez años en los Estados Unidos sin tener que aprender absolutamente Inglés.
A pesar de que emigraron en gran parte por miedo y no por el deseo de una nueva vida, los salvadoreños en los Estados Unidos (especialmente las generaciones más jóvenes) se están anglicanizando poco a poco. Aunque las condiciones han mejorado en El Salvador, pocos refugiados han regresado a sus hogares. Los Estados Unidos —una vez lugar de refugio— se ha convertido en un nuevo hogar para los inmigrantes salvadoreños. Para reflejar las necesidades cambiantes de la comunidad salvadoreña en los Estados Unidos, el Centro Centroamericano de Refugiados en Los Ángeles (CARECEN), una de las organizaciones de apoyo más grandes para los refugiados, cambió su nombre por el de Centro de Recursos América Central.
En Dominio de Inglés, 70 por ciento de los inmigrantes salvadoreños hablan “muy bien” o más o menos el inglés. En general, cerca de 10 por ciento de los inmigrantes salvadoreños reportaron hablar únicamente inglés en sus hogares.
La edad media de los salvadoreños en Estados Unidos es aproximadamente 40 años, la mitad (54 por ciento) de los inmigrantes adultos salvadoreños (de 25 años o más) obtuvieron un nivel educativo menor a un certificado de preparatoria en 2017. Cerca de una cuarta parte (28 por ciento) tenía por lo menos un certificado de preparatoria y 12 por ciento había recibido un título de licenciatura o un grado de estudios superior, el 35 por ciento de los inmigrantes salvadoreños trabajan en ocupaciones de servicios, el 27 por ciento ocupaciones de dirección, negocios, ciencia y artes, así como ventas y trabajos de oficina, el 23 por ciento de los salvadoreños trabajaban en ocupaciones de recursos naturales, construcción y mantenimiento y el 15 por ciento trabajan en ocupaciones de producción, transporte y traslado de materiales, el nivel educativo universitario de los salvadoreños que han emigrado a Estados Unidos ha subido en las últimas décadas, para 1980, solo el 16.8% de los salvadoreños que emigraron a Estados Unidos obtuvieron un título universitario, pero en el 2010, la cifra creció hasta 38.8% de los salvadoreños que emigraban hacia Estados Unidos.
El salario medio de hogares con un inmigrante salvadoreño como jefe de familia en 2017 era de 53,000 dólares, en el 2010 menos del 15 por ciento de los migrantes salvadoreños en Estados Unidos vivían debajo de la línea de la pobreza (una de las más bajas entre los grupos de hispanos).